# Praznic împărătesc
Praznic împărătesc sau sărbătoare domnească desemnează, în creștinismul de rit bizantin, o sărbătoare care este închinată în mod direct lui Dumnezeu sau, mai precis, uneia din cele trei persoane ale Sfintei Treimi.
În calendar sunt mai multe praznice împărătești, dintre care unele cu dată fixă, iar altele cu dată variabilă de la an la an. Aceste sărbători, ordonate după data calendaristică (în ritul bizantin anul bisericesc începe la 1 septembrie), care reamintesc prezența istorică a Mântuitorului, sunt următoarele:
1. Nașterea Domnului (dată fixă, 25 decembrie)
2. Tăierea împrejur cea după trup a Domnului (dată fixă, 1 ianuarie)
3. Botezul Domnului (dată fixă, 6 ianuarie)
4. Întâmpinarea Domnului (dată fixă, 2 februarie)
5. Intrarea Domnului în Ierusalim (dată variabilă, cu o săptămână înainte de Paști)
6. Învierea Domnului (dată variabilă)
7. Înălțarea Domnului (dată variabilă, la 40 de zile după Paști)
8. Pogorârea Duhului Sfânt (dată variabilă, la 50 de zile după Paști)
9. Sfânta Treime (dată variabilă, a doua zi după Rusalii)
10. Schimbarea la Față a lui Iisus Hristos (dată fixă, 6 august)

Tot printre praznice împărătești este considerată de obicei și Înălțarea Sfintei Cruci (dată fixă, 14 septembrie).
De asemenea, sunt considerate „împărătești” și cele patru sărbători care reamintesc prezența istorică a Maicii Domnului:
1. Nașterea Maicii Domnului (dată fixă, 8 septembrie)
2. Intrarea în Biserică a Maicii Domnului (dată fixă, 21 noiembrie)
3. Buna Vestire (dată fixă, 25 martie)
4. Adormirea Maicii Domnului (dată fixă, 15 august)